# Lapradelle-Puilaurens
Lapradelle-Puilaurens é uma comuna francesa na região administrativa de Occitânia, no departamento de Aude. Estende-se por uma área de 33,38 km². Em 2010 a comuna tinha 277 habitantes (densidade: 8,3 hab./km²).